# Gabriel Panayotides
Gabriel Panayotides er tidligere indehaver og formand for tørlastrederiet Excel Maritime Carriers, Ltd.. Selskabet var i en periode storaktionær i det danske børsnoterede rederi TORM, hvor Panayotides havde en plads i bestyrelsen. 
Excel Maritime led en række økonomiske tab og måtte i 2013 søge om beskyttelse for sine kreditorer efter den amerikanske konkurslovs chapter 11, i hvilken forbindelse rederiet afviklede sin ejerandel i TORM. 